# Małyj Wysockij

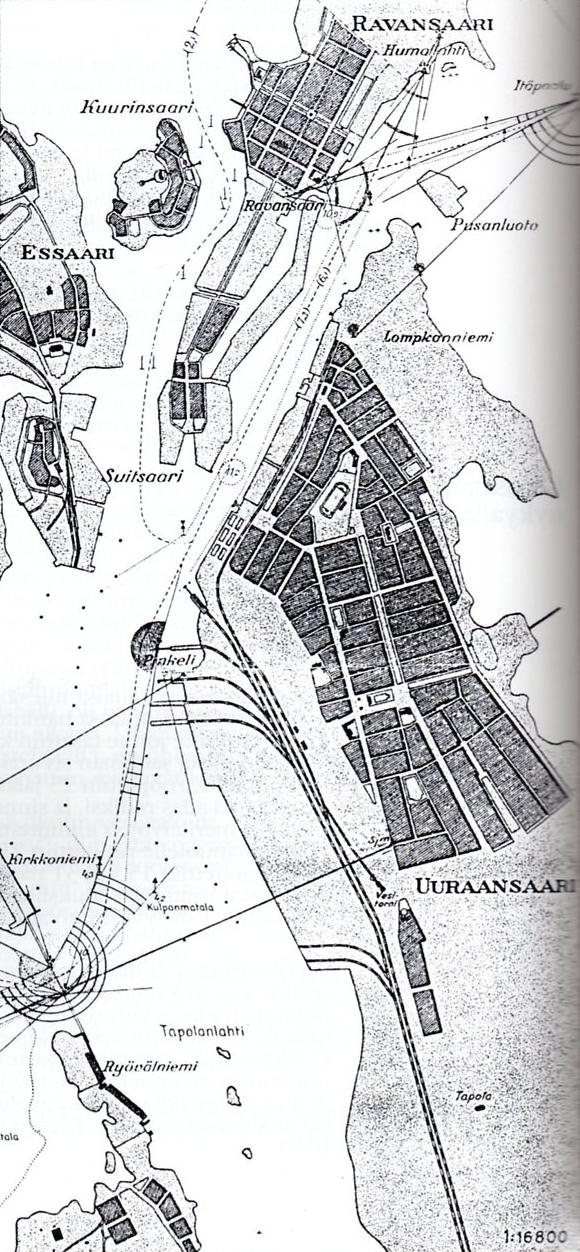
Okolice miasta Wysock na Przesmyku Karelskim na fińskiej mapie; u góry (pod fińską nazwą Ravansaari) widoczna część wyspy Małyj Wysockij

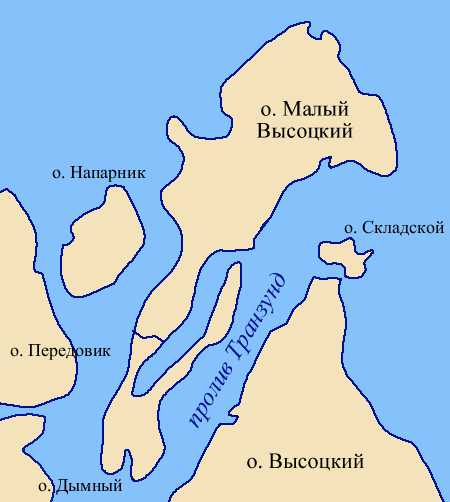
Wyspa Małyj Wysockij

Małyj Wysockij (ros. Малый Высоцкий, fiń. Ravansaari) – rosyjska wyspa w Zatoce Fińskiej przy brzegu Przesmyku Karelskiego, w sąsiedztwie miasta Wysock. Do roku 1940 należała do Finlandii, po wojnie zimowej (1939–1940) została zaanektowana przez ZSRR. Podczas wojny kontynuacyjnej (1941–1944) została odzyskana przez Finlandię, a po jej zakończeniu, od 1944 – znalazła się w granicach ZSRR, a obecnie Rosji.
W wyniku porozumienia między ZSRR a Finlandią, Małyj Wysockij w roku 1963 na 50 lat został wydzierżawiony Finlandii. Porozumienie objęło zarówno wyspę, jak i przebiegający w pobliżu Kanał Saimaański łączący Zatokę Fińską z fińskim jeziorem Saimaa i systemem okolicznych jezior. Wyspa miała być wykorzystywana do składowania i przeładowywania towarów transportowanych kanałem.